# Крийншоу (окръг, Алабама)
Окръг Крийншоу (на английски: Crenshaw County) е окръг в щата Алабама, Съединени американски щати. Площта му е 1582 km², а населението – 13 194 души (1 април 2020). Административен център е град Лавърн.